# Pawilon
Pawilon – budowla architektoniczna.

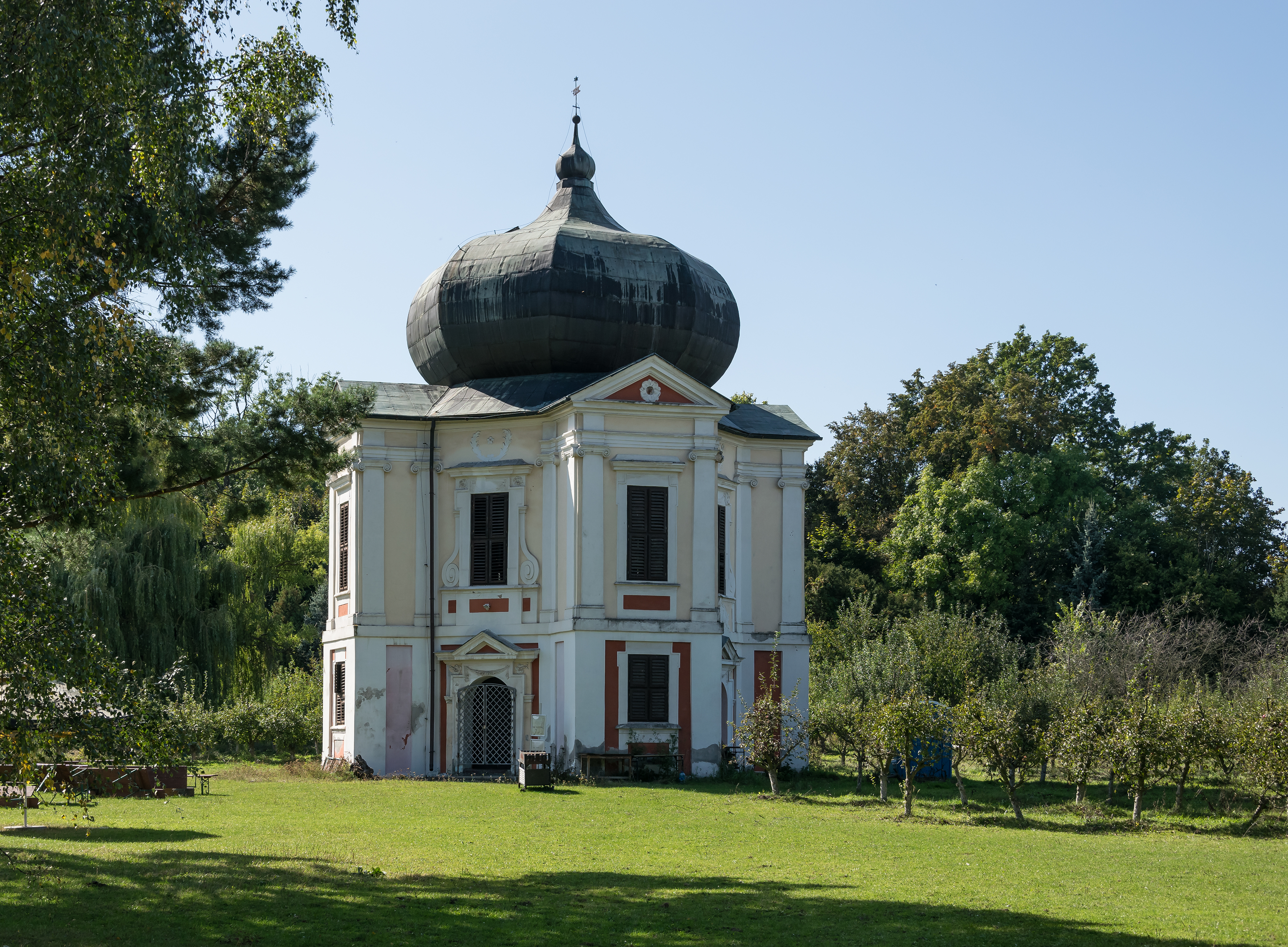
Pawilon ogrodowy w Henrykowie

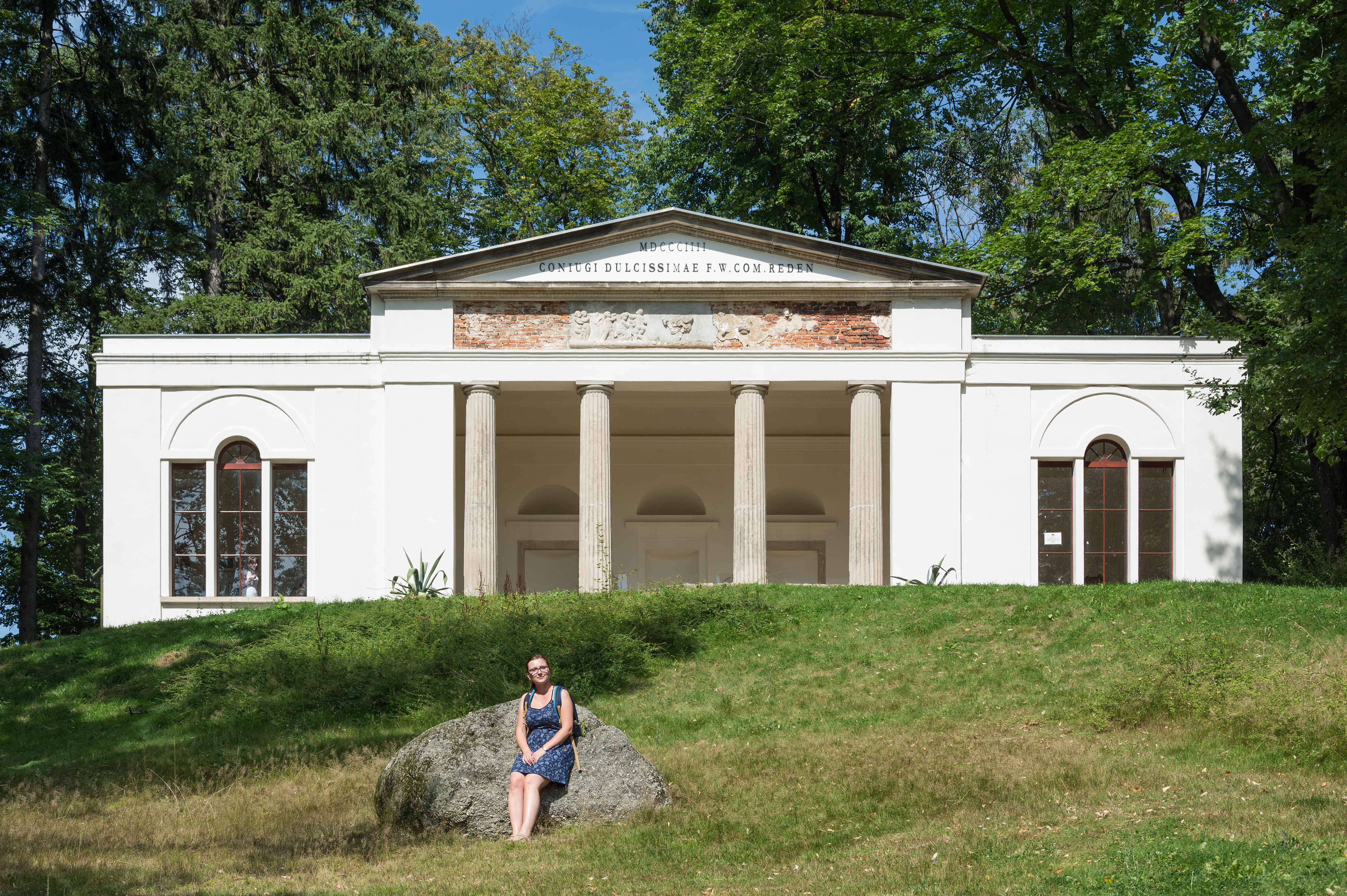
Pawilon parkowy w Bukowcu

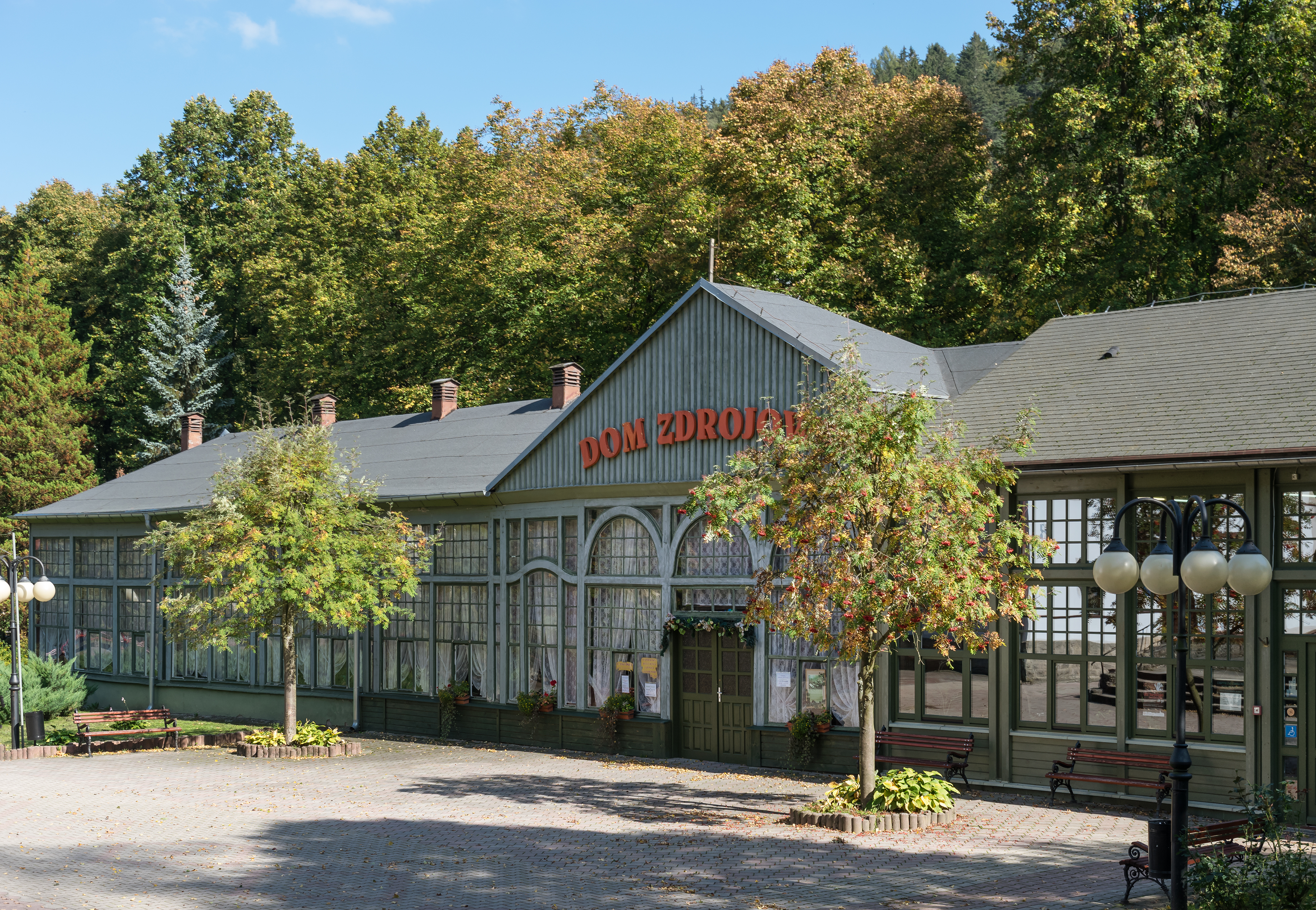
Pawilon parkowy Długopolu-Zdroju

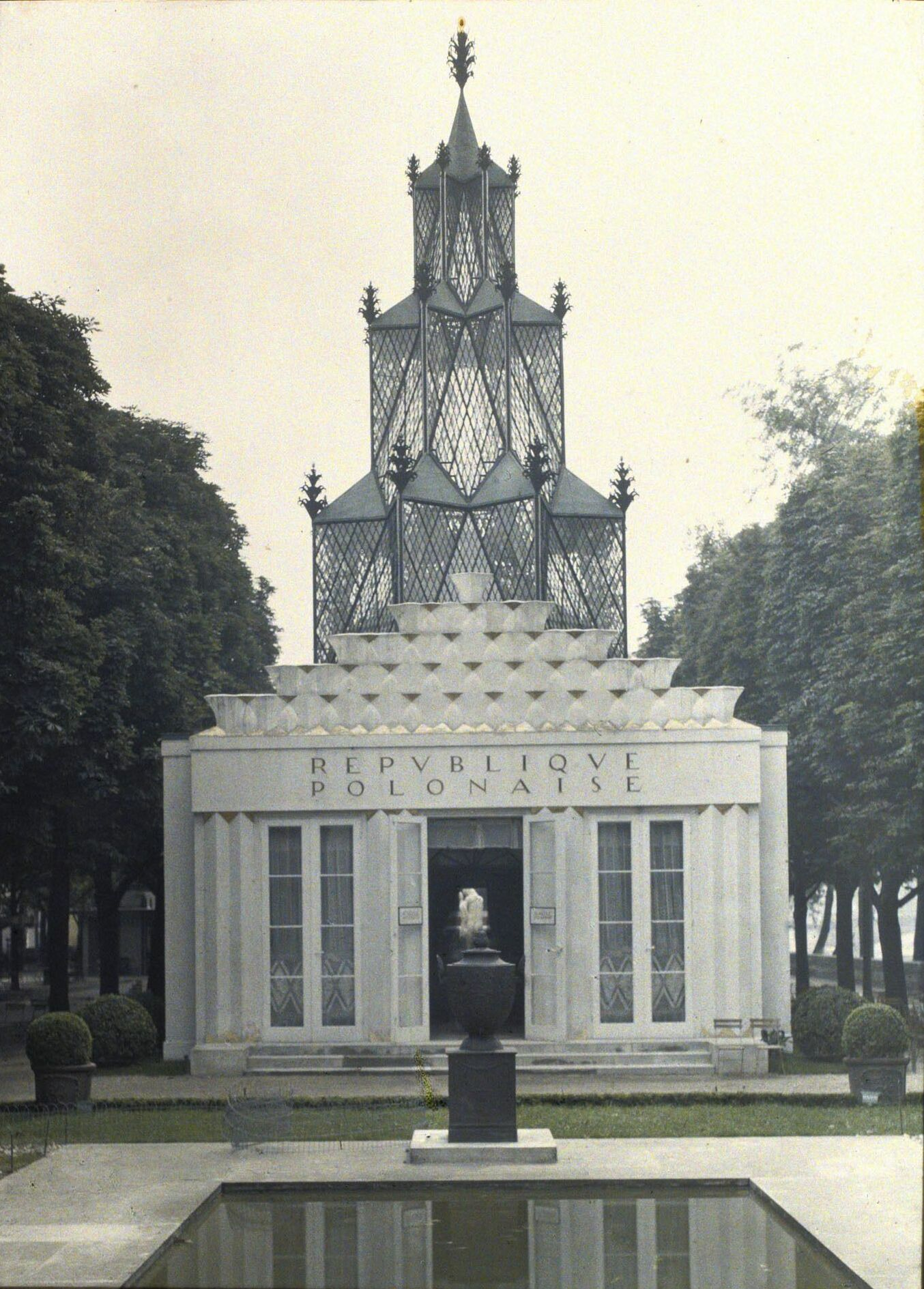
Pawilon Polski w stylu art déco na Międzynarodowej Wystawie Sztuki Dekoracyjnej w Paryżu w 1925

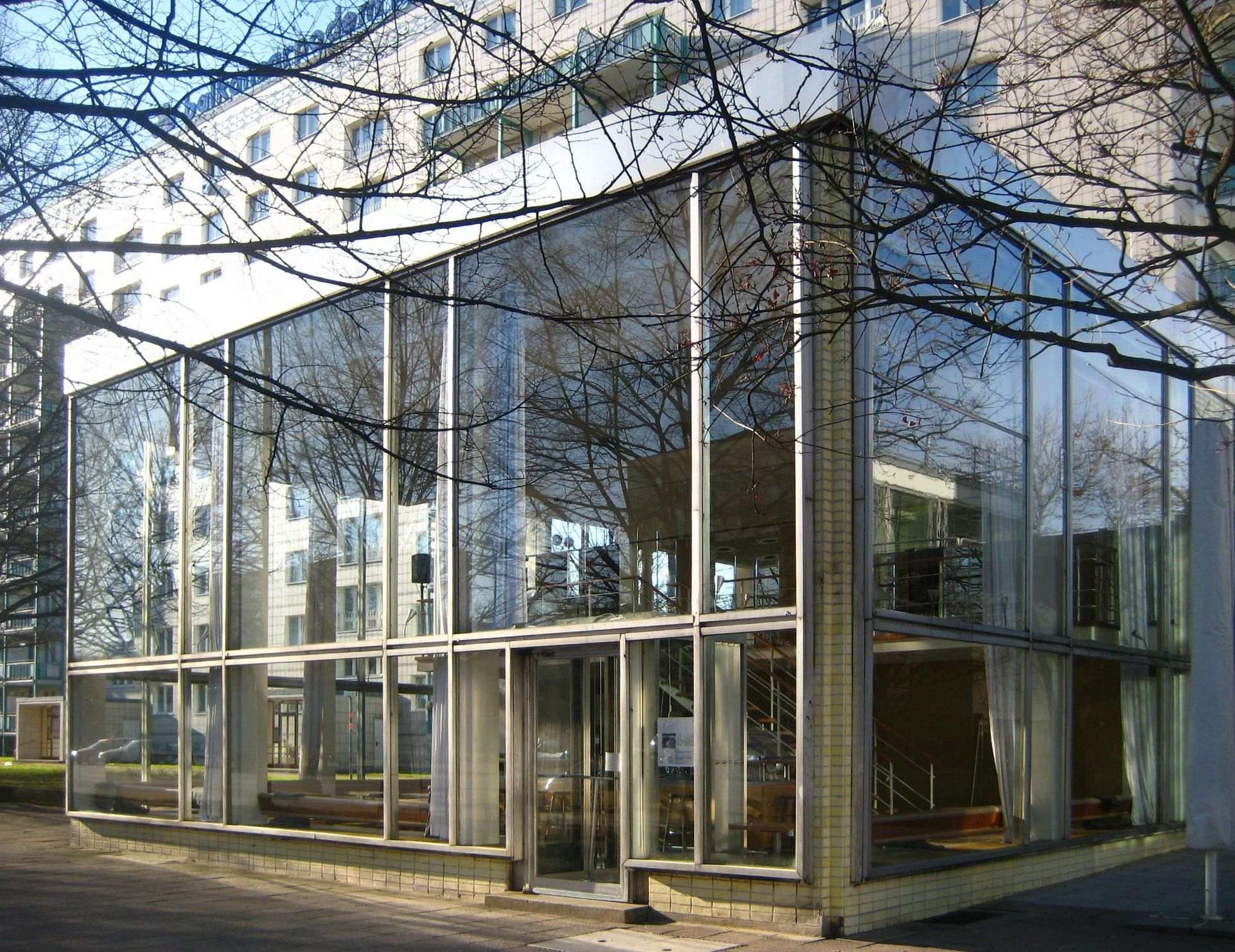
Pawilon modernistyczny „Bar Babette” w Berlinie Wschodnim (lata 60.) z widoczną szklaną ścianą kurtynową

1. Część reprezentacyjnej budowli – najczęściej pałacowej, rezydencjonalnej – lub jej skrzydło, które wyróżnia się z całości założenia architektonicznego odrębnym dachem i ornamentyką. Pawilon może być również osobnym elementem pałacowego zespołu architektonicznego.
2. Lekka, niewielka budowla wywodząca się z altany wykorzystywana w architekturze ogrodowej, szczególnie rozpowszechniona w XVI–XIX wiecznych ogrodach.
3. Współcześnie budynek zwykle wolno stojący, parterowy lub dwukondygnacyjny, o lekkiej konstrukcji, który występuje pojedynczo lub w kompleksach (np. pawilony w ośrodkach wypoczynkowych).
4. Obiekt, w którym prowadzona jest działalność wystawiennicza na wystawach międzynarodowych, na przykład na EXPO lub Biennale Sztuki lub Architektury w Wenecji. Tradycyjnie każde uczestniczące państwo prezentowało się w odrębnej, na ten cel wzniesionej konstrukcji. Z czasem określeniem „pawilonu” zaczęto określać także wydzieloną z przestrzeni wspólnej przestrzeń, przeznaczoną dla prezentacji określonego kraju, organizacji lub tematu (np. w Arsenale podczas Biennale w Wenecji).